# Johann Kaspar Horner
Pour les articles homonymes, voir Horner.
Johann Kaspar Horner, né le 12 mars 1774 à Zurich et mort le 3 novembre 1834 dans la même ville, est un physicien et astronome suisse.

## Biographie
Il participe à l'expédition scientifique (1803-1806) qui fait le tour du monde pour le compte de la Couronne russe à bord de la Nadejda et de la Néva, commandée par le capitaine von Krusenstern. L'expédition comprend plusieurs savants dont le Prussien Georg Heinrich von Langsdorff.
Elle accoste en 1805 à Nagazaki visant à conduire le chef de la mission diplomatique Nikolaï Rezanov devant l'empereur du Japon, mais sans succès. Les équipages sont retenus prisonniers et les navires doivent rebrousser chemin au bout de plusieurs mois d'immobilisation.
Horner fabrique une montgolfière avec du papier japonais (washi), et en fait une démonstration devant trente émissaires japonais.